# Paropisthius
Paropisthius is een geslacht van kevers uit de familie van de loopkevers (Carabidae). De wetenschappelijke naam van het geslacht is voor het eerst geldig gepubliceerd in 1920 door Casey.

## Soorten
Het geslacht Paropisthius omvat de volgende soorten:
- Paropisthius davidis Fairmaire, 1887
- Paropisthius indicus Chaudoir, 1863
- Paropisthius masuzoi Kasahara, 1989
- Paropisthius unctulus Andrewes, 1932